# 假海齿属
假海马齿属（学名：Trianthema）是番杏科下的一个属，为草本或亚灌木植物。该属共有20种，分布于亚洲和非洲的热带、亚热带地区。